# FC Red Bull Salzburg

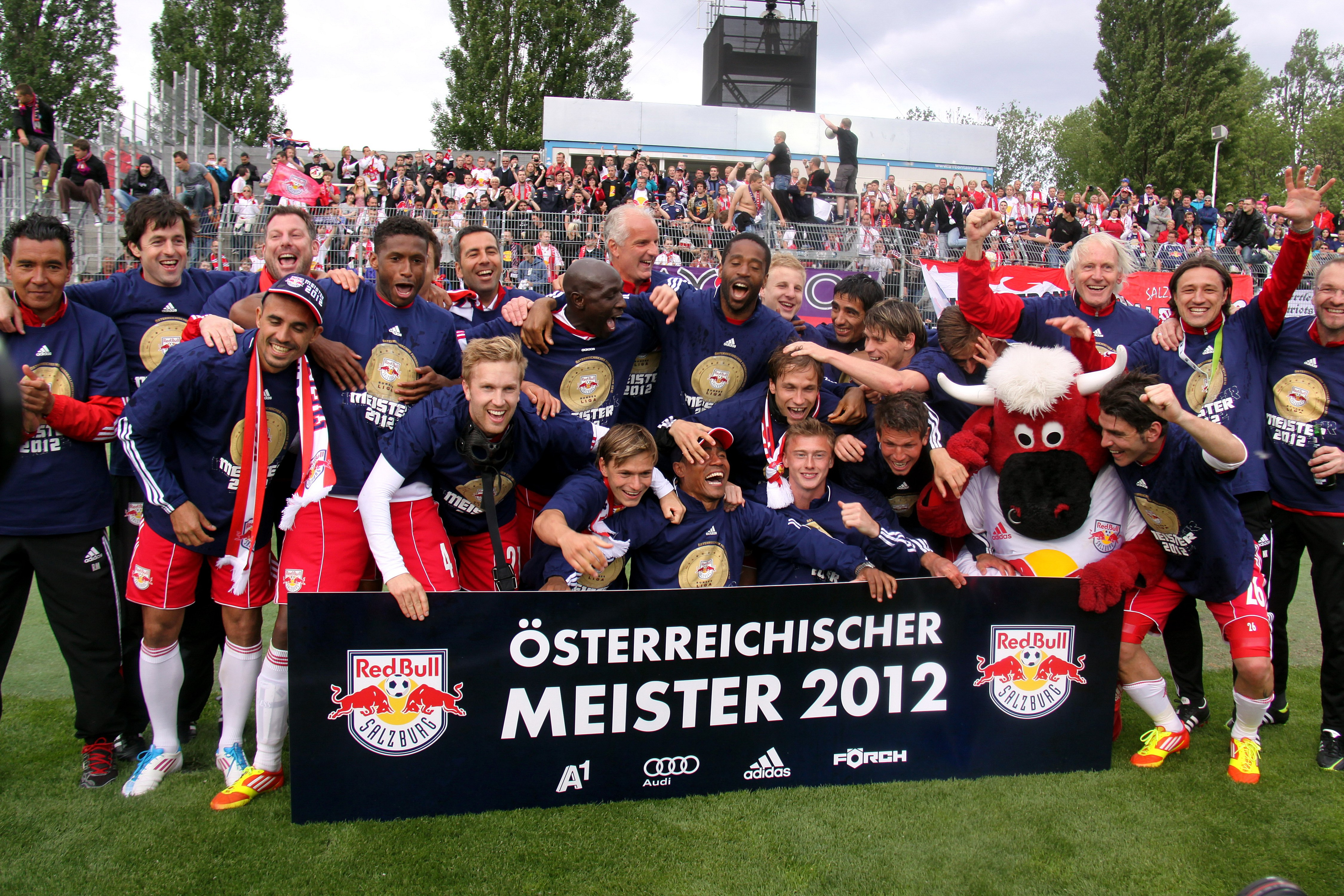
FC Red Bull Salzburg 2012

A Red Bull Salzburg (korábban: Austria Salzburg, Casino Salzburg) egy osztrák futballcsapat, amely Wals-Siezenheim községben található. Szponzorációs okok miatt az UEFA eseményeken FC Salzburg néven indulnak.

## Történelem

### A Red Bull előtti időszak
1933. szeptember 13-án alapították SV Austria Salzburg néven a Hertha és a Rapid egyesülésével. 1950-ben feloszlatták a klubot, de még ebben az évben újra alapították és három évvel később már az első osztályban szerepeltek. Az első szezonjulban a 14 csapatos bajnokság 9 helyén végeztek, öt ponttal elkerülve a kiesést. Erich Probst volt az első válogatott játékosa a klubnak. Az 1970–71-es szezonban a bajnokság második helyén végeztek, egy pont lemaradásban a bajnok Wacker Innsbruck mögött. Ennek köszönhetően bejutottak az 1971–1972-es UEFA-kupa küzdelmeibe, fennállásuk során először. A román Arad volt az ellenfelük az 1. fordulóba, de az oda-visszavágós rendszerben 5–4-re alulmaradtak. 1974-ben először jutottak be a kupadöntőbe, ahol alulmaradtak az Austria Wien ellen.
1978-ban a klub neve megváltozott, SV Casino Salzburg néven folytatták a Wüstenrottal kötött szponzor szerződés miatt. A csapatot gyakran SV Austria Salzburg néven nevezték. Az 1994-es UEFA-kupa-döntőbe bejutottak és az olasz Internazionale volt az ellenfelük, mind a két mérkőzésen 1–0-ra kaptak ki. Ugyanebben az évben megnyerték az első bajnoki címüket. A következő szezonban megvédték címüket, köszönhetően a SK Sturm Grazzal szembeni jobb gólkülönbséget. Az 1996–97-es szezonban harmadik bajnoki címüket is megszerezték.
1994–95-ös szezonban a bajnokok ligájában is bemutatkoztak a selejtezők D csoportjában, a Makkabi Haifa ellen 5–2-s összesítéssel jutottak tovább. A csoportkörben az Ajax, az AC Milan és az AÉK Athén voltak az ellenfelei. A csoport harmadik helyén végeztek, megelőzve a görög klubot. 2003-ban költöztek a jelenleg is használt Red Bull Arénába.

### A Red Bull-éra
2005. április 6-án a Red Bull megvásárolta a klubot és a névváltoztatáson kívül a vezetőséget és a személyzetet is lecserélte. 2006 májusában bejelentették, hogy a klub edzője az olasz Giovanni Trapattoni lett, segédedzője pedig Lothar Matthäus. A 2006–07-es szezont 19 pont előnnyel nyerték meg a második SV Ried előtt, valamint a klub játékosa Alexander Zickler 22 góllal gólkirályi címet szerzett. A 2007–2008-as bajnokok ligája szezonjában a selejtező 3. fordulójában az ukrán Sahtar Doneck ellen estek ki 3–2-s összesítéssel. A kiesést követően az UEFA-kupába jutottak, de az első körben a görög AÉK Athén kiejtette őket. A 2009–10-es szezont Huub Stevens vezérletével egy ponttal nyerték meg az Austria Wien előtt, ez egyben a harmadik elsőség a Red Bull-korszakban.
A következő szezont a második helyen fejezték be és Huub Stevenst Ricardo Moniz váltotta a kispadon. Moniz irányítása alatt a klub egyre több fiatal játékosnak adott lehetőséget az akadémiáról. A 2011–12-es szezon felkészülési időszakában Daniel Offenbacher, Martin Hinteregger, Georg Teigl és Marco Meilinger is csatlakozott az akadémiából az első csapathoz. A szezon végén bajnokságot és kupa címet is szereztek. A szezon végén Moniz távozott és érkezett a helyére Roger Schmidt, aki az SC Paderborn edzője volt. A 2012–2013-as bajnokok ligája 2. selejtezőkörében a luxemburgi F91 Dudelange ellen idegenben lőtt góllal estek ki. Ezek után a klub átalakult, több játékos is érkezett. Valon Berisha, Kevin Kampl, Håvard Nielsen, Sadio Mané, Isaac Vorsah és Rodnei. A 2012-13-as szezonban a csapat második lett a bajnokságban az Austria Wien mögött. A következő szezonban újra bajnoki címet nyertek. A 2014-15-ös szezonban mind a Bundesligát, mind a kupát megnyerték. A következő szezonban ezt a bravúrt sikerült megismételniük.

## Sikerei
- Osztrák bajnokság:
  - Győztes (17): 1993/94, 1994/95, 1996/97, 2006/07, 2008/09, 2009/10, 2011/12, 2013/14, 2014/15, 2015/16, 2016/17, 2017/18, 2018/19, 2019/20, 2020/21, 2021/22, 2022/23
  - Második (7): 1970/71, 1991/92, 1992/93, 2005/06, 2007/08, 2010/11, 2012/13
- Osztrák kupa:
  - Győztes (9): 2011/12, 2013/14, 2014/15, 2015/16, 2016/17, 2018/19, 2019/20, 2020/21, 2021/22
  - Második (5): 1973/74, 1979/80, 1980/81, 1999/00, 2017/18
- Szuperkupa:
  - Győztes (3): 1993/94, 1994/95, 1996/97
- UEFA kupa:
  - Döntős (1): 1993/1994
- Európa Liga:
  - Elődöntős (1): 2017/2018
- UEFA Intertotó-kupa:
  - Döntős (1): 1998

## Játékoskeret

### Jelenlegi keret
Utolsó módosítás: 2025. február 3. 
| #  |     | Poszt | Név                                                     |
| -- | --- | ----- | ------------------------------------------------------- |
| 1  | GER | K     | Janis Blaswich (kölcsönben az RB Leipzig csapatától)    |
| 2  | BEL | V     | Maximiliano Caufriez (kölcsönben a Clermont csapatától) |
| 3  | SRB | V     | Aleksa Terzić                                           |
| 4  | GER | V     | Hendry Blank                                            |
| 5  | SUI | V     | Bryan Okoh                                              |
| 6  | AUT | V     | Samson Baidoo                                           |
| 7  | ARG | KP    | Nicolás Capaldo                                         |
| 9  | AUT | CS    | Karim Onisiwo                                           |
| 10 | ENG | KP    | Bobby Clark                                             |
| 11 | BEL | CS    | Yorbe Vertessen                                         |
| 14 | DEN | KP    | Maurits Kjærgaard                                       |
| 15 | MLI | KP    | Mamady Diambou                                          |
| 16 | JPN | KP    | Takumu Kawamura                                         |
| 18 | DEN | KP    | Mads Bidstrup                                           |
| 19 | CIV | CS    | Karim Konaté                                            |

| #  |     | Poszt | Név                |
| -- | --- | ----- | ------------------ |
| 20 | GHA | CS    | Edmund Baidoo      |
| 21 | SRB | CS    | Petar Ratkov       |
| 23 | FRA | V     | Joane Gadou        |
| 24 | AUT | K     | Alexander Schlager |
| 25 | CRO | KP    | Oliver Lukić       |
| 28 | DEN | CS    | Adam Daghim        |
| 29 | MLI | V     | Daouda Guindo      |
| 30 | ISR | KP    | Oskar Glouvk       |
| 36 | SWE | V     | John Mellberg      |
| 39 | GER | V     | Leandro Morgalla   |
| 45 | MLI | CS    | Dorgeles Nene      |
| 49 | MLI | CS    | Moussa Yeo         |
| 81 | MLI | CS    | Gaoussou Diakité   |
| 92 | AUT | K     | Salko Hamzić       |

### Kölcsönben
| # |     | Poszt | Név                                               |
| - | --- | ----- | ------------------------------------------------- |
|   | GER | K     | Jonas Krumrey (0 Lyngby csapatánál)               |
|   | BRA | V     | Douglas Mendes (a Red Bull Bragantino csapatánál) |
|   | AUT | V     | Justin Omoregie (a TSV Hartberg csapatánál)       |
|   | POL | V     | Kamil Piątkowski (a Kasımpaşa csapatánál)         |
|   | BEL | V     | Ignace Van Der Brempt (a Como csapatánál)         |
|   | ANG | KP    | Elione (az FC Liefering csapatánál)               |
|   | GHA | KP    | Lawrence Agyekum (a Cercle Brugge csapatánál)     |

| # |     | Poszt | Név                                                |
| - | --- | ----- | -------------------------------------------------- |
|   | FRA | KP    | Lucas Gourna-Douath (a Roma csapatánál)            |
|   | AUT | KP    | Raphael Hofer (a TSV Hartberg csapatánál)          |
|   | AUT | KP    | Dijon Kameri (az Rheindorf Altach csapatánál)      |
|   | MLI | KP    | Soumaïla Diabaté (az FC Blau-Weiß Linz csapatánál) |
|   | MLI | CS    | Gaoussou Diakité (a FC Liefering csapatánál)       |
|   | SUI | CS    | Federico Crescenti (a Rapperswil-Jona csapatánál)  |
|   | ITA | CS    | Nicolò Turco (a Milan Futuro csapatánál)           |